# Будеразьке городище

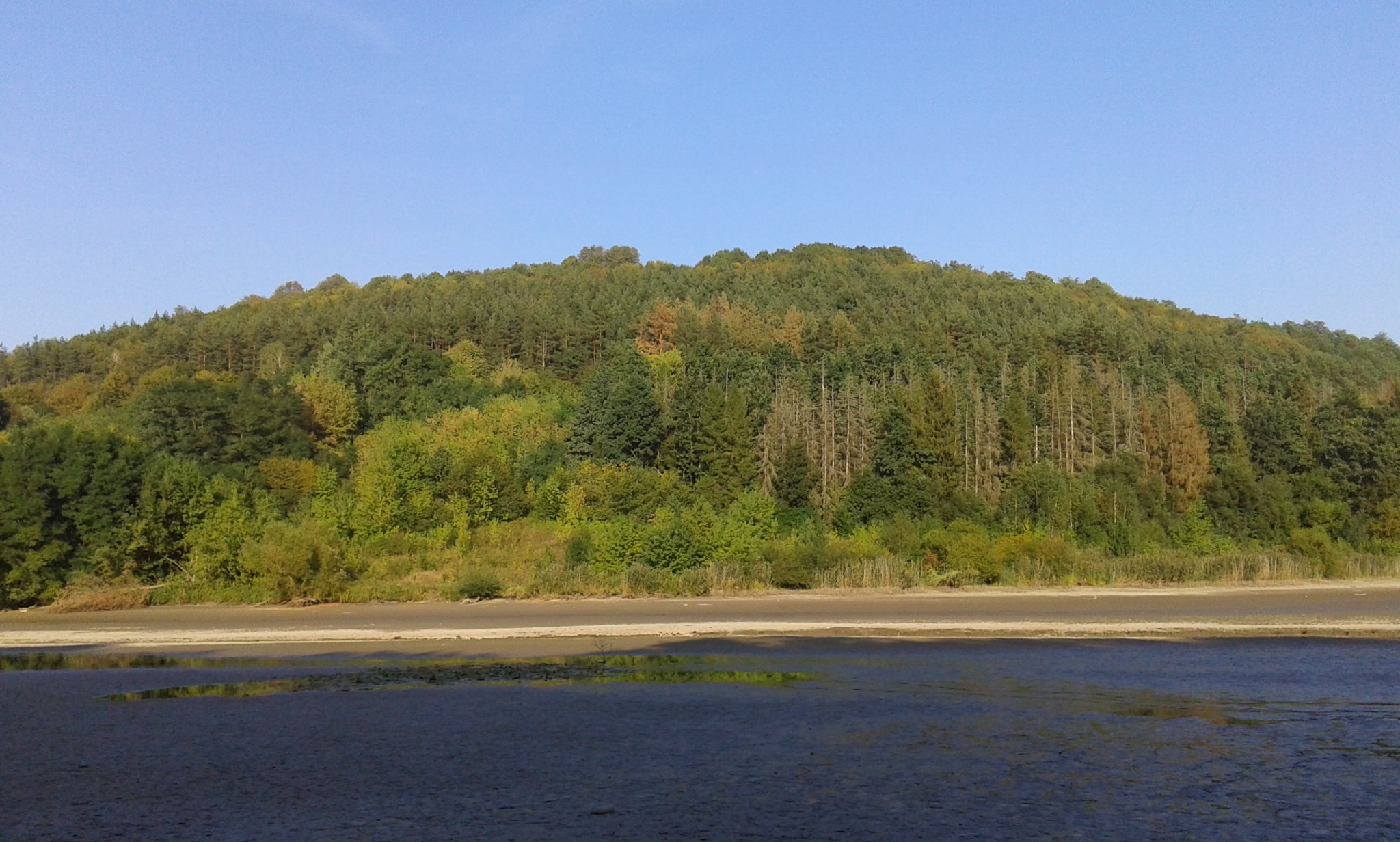
Вид з берега річки Збитинка

Будеразьке городище — пам'ятка археології національного значення в селі Будераж Здолбунівського району Рівненської області. Розташоване на захід від села, на півострові, на лівому березі річки Збитинка. 
Городище складається із трьох пам'яток епохи бронзи, ранньої залізної доби та доби Київської Русі — перше, друге і третє Будеразькі городища, розташованих на західній околиці села Будераж.

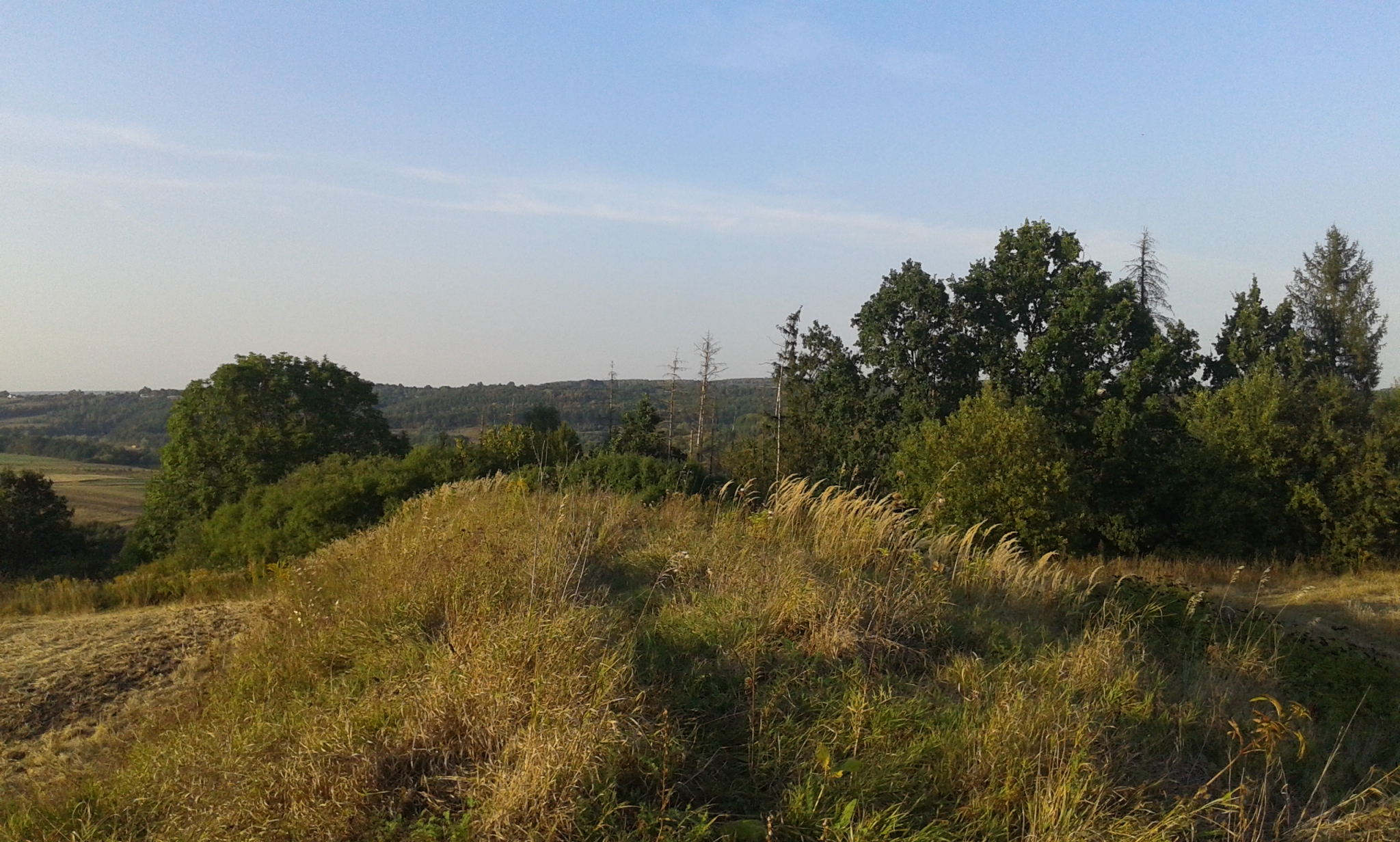
На вершині городища

- Городище  Будераж І знаходиться за 0,6 км на південь від села на другій надзаплавній терасі лівого берега р. Збитники, на висоті близько 50 м над рівнем заплави. Це двошарова пам'ятка — пізньотрипільське поселення.[1]

- Городище   Будераж II. На території давньоруського городища — сліди поселення трипільської культури, виявлені розвідкою Р. Якимовича у 30-х роках.[1]

- Городище  Будераж III

На високій горі над заплавою р. Збитники у західному напрямку від села — давньоруське городище. На городищі Раппопорт П. О. 1961 р. виявив існування культурних шарів трипільської культури. 

- Урочище Залуки. На західній околиці села в урочищі Залуки, на першій надзаплавній терасі похилого лівого берега р. Збитинки — двошарова пам'ятка «Будераж III» — пізньотрипільське поселення.

Постановою Кабінету міністрів України  від 03.09.2009 № 928 занесено до Державного реєстру нерухомих пам'яток України